# Krystal lásky (film, 1990)
Krystal lásky (anglicky The New Barbarians) je postkatastrofický pornosnímek o dvou dílech, vyrobený americkým studiem VCA roku 1990.

## Děje
Civilizace se po nukleární katastrofě zhroutila; zůstaly jen divoké hordy mužů a žen, namnoze propadlých promiskuitě, hledající záchranu v objevení mytického krystalu lásky, způsobujícího sexuální vzrušení a umožňujícího cestování v čase. Krystalu se násilně zmocní Gorgo, nohsled Brogův; usmrtí při tom čaroděje Zarkona, jehož dcera Amazonka Talia přísahá, že krystal získá zpět, a vydává se pro něj. Brog, násilnický náčelník barbarů, touží po světovládě a počítá s tím, že pomocí drahokamu svého cíle dosáhne; jenže netuší, jak jej použít. Ale jeho unesená otrokyně (Sabrina Dawn) ano. Je sestrou Daka a předstírá němotu, aby unikla Brogovu hněvu. Talia se následně k Dakovi připojí, kvůli zachráně uprchlé Sabriny i kamene; v noci se pomilují. Následujícího rána zkříží Dak meč s Brogem a v souboji je zabit. Brog pronásleduje prchající Talii se Sabrinou a přičiněním kamene je trojice přenesena do současnosti. Obě dívky se musí dostat zpět do své doby, než padnou do Brogových rukou; zjistí, že klíčem k fungování krystalu je sex, a tak se pomilují v dodávce – bez účinku. Poté Brog narazí na podvodníka jménem Loop a jeho přítelkyni Doris, kteří pohlavním spojením aktivují krystal a ten je přenese v čase, kde zažijí divoká erotická dobrodružství. Talia, stále uvízlá v přítomnosti, je představena fotografovi Hurleyovi jako modelka. Jeho podoba jí mate – poznává v něm Daka. Mezitím Brog unese Sabrinu, přibere motorkářku a iniciuje sex ve třech, aby křišťál zafungoval. Talia, vědoma si toho, že se její přátelé nechtějí vrátit, oddá se sexu s Hurleyem a Melanií, čímž aktivuje křišťál a jeho přičiněním se ocitá zpět ve svém čase, nacházejíc Zarkona i Daka živé.

### Upozornění
Film je určen pouze pro dospělé publikum (18+). Zobrazuje násilí, nahotu a řadu sexuálních praktik (handjob, felace, sex, orální sex, lesbický sex, sex ve třech).

## Obsazení
| Henri Pachard   | Zarkon                  |
| Victoria Paris  | Talia                   |
| Eric Price      | Targa                   |
| Michelle Monroe | Mandra                  |
| Jon Dough       | Gorgo                   |
| Randy West      | Dak / Hurley            |
| Richard Mask    | Tuga                    |
| Randy Spears    | Brog                    |
| Sabrina Dawn    | otrokyně, Dakova sestra |
| Natasha Skyler  | divoška                 |
| Tianna          | divoška                 |
| Nina Hartley    | Doris                   |
| Sharon Kane     | Melanie                 |
| Sheila Kelly    | Shelley                 |
| Joey Silvera    | Loop                    |
| Delilah Dawn    | matka Sabriny           |
| Angela D'Angelo |                         |

## Scény

### 1. díl
1. Michelle Monroe, Eric Price
2. Natasha Skyler, Tianna, Jon Dough
3. Nina Hartley, Joey Silvera
4. Sabrina Dawn, Randy Spears
5. Sabrina Dawn, Victoria Paris
6. Victoria Paris, Randy West

### 2. díl
1. Sabrina Dawn, Victoria Paris
2. Nina Hartley, Joey Silvera
3. Nina Hartley, Jon Dough
4. Sabrina Dawn, Sheila Kelly, Randy Spears
5. Arcie Miller, Joey Silvera
6. Sharon Kane, Victoria Paris, Randy West

## Přijetí

### 1. díl
- Adam Film World: 3 / vroucí (v originále warm)[1]
- Hustler Erotic Video: 2[1]
- Imperator, rame.net: 2,85[5]
- Roger T. Pipe, RogReviews: 5[6]
- Den, cavr.com: 8,50 (stupnice od 6,00 do 10,00)[7]
- fu_q, AdultDVDTalk: [8]
- NSFW.Army, Fleshbot: [9]

### 2. díl
- Adam Film World: 3 / žhavý (v originále hot)[2]
- Hustler Erotic Video: 2[2]
- Imperator, rame.net: 3,20[5]
- Roger T. Pipe, RogReviews: 5+[10]
- Den, cavr.com: 8,50 (stupnice od 6,00 do 10,00)[11]